# بخش لهستان (شهرستان ماهونینگ، اوهایو)
بخش لهستان (به انگلیسی: Poland Township) یک منطقهٔ مسکونی در ایالات متحده آمریکا است که در شهرستان ماهونینگ، اوهایو واقع شده‌است.
 بخش لهستان ۵۵٫۰ کیلومتر مربع مساحت و ۱۴٬۹۶۰ نفر جمعیت دارد و ۳۴۴ متر بالاتر از سطح دریا واقع شده‌است.